# Elousa fraterna
Elousa fraterna är en fjärilsart som beskrevs av Smith 1899. Elousa fraterna ingår i släktet Elousa och familjen nattflyn. Inga underarter finns listade i Catalogue of Life.